# Melitta nigricans
Melitta nigricans ist eine Biene aus der Familie der Melittidae. 

## Merkmale
Die Bienen haben eine Körperlänge von 11 bis 12 Millimeter (Weibchen) bzw. 10 bis 11 Millimeter (Männchen). Die Weibchen sind weiß behaart, der Scheitel, das Mesonotum, das Schildchen (Scutellum), und die Tergite zwei bis vier sind schwarz behaart. Diese Tergite tragen schmale Haarbinden, die nur die hintere Hälfte des Hinterrandes bedecken. Das Fersenglied (Metatarsus) der Hinterbeine ist innen gelbrot behaart. Die Krallenglieder sind an allen Beinen rötlich, die Schienenbürste (Scopa) ist weiß. Die Männchen haben eine weiße Behaarung, am Rücken des Thorax und dem dritten und vierten Tergit ist sie schwarz. Das zweite bis vierte Tergit tragen Haarbinden wie beim Weibchen, die jedoch den Endrand schwach überragen. Die Schenkel (Femora) der Hinterbeine sind unten nur halb so lang behaart wie oben. Die Krallenglieder sind hell rötlich. 

## Vorkommen und Lebensweise
Die Art ist in Süd- und Mitteleuropa, östlich bis zum Ural verbreitet. Sie besiedeln Flussauen, Feuchtwiesen und Gräben. Pollen wird ausschließlich an Gewöhnlichem Blutweiderich (Lythrum salicaria) gesammelt. Die Tiere fliegen von Mitte Juli bis Ende August. Welche Kuckucksbienen die Art parasitieren, ist unbekannt.

## Belege
Felix Amiet, M. Herrmann, A. Müller, R. Neumeyer: Fauna Helvetica 20: Apidae 5. Centre Suisse de Cartographie de la Faune, 2007, ISBN 978-2-88414-032-4.